# Gravitas
La gravitas, que denotaba dignidad y seriedad exenta de toda frivolidad, era una de las antiguas virtudes romanas que la sociedad más apreciaba, junto con el deber, la pietas, la dignitas y la virtus. También se traduce de diversas maneras como 'peso,' 'dignidad' o 'importancia' y connota moderación y rigor moral. También transmite un sentido de responsabilidad y compromiso con la tarea.
Junto con la pietas (respeto a la disciplina y a la autoridad), la severitas, la gloria, la simplicitas (lucidez), la integritas, la dignitas y la virtus, la gravitas era especialmente apreciada como característica ideal en los líderes. La gravitas y la virtus se consideran virtudes más canónicas que las demás.
El término gravitas no debe confundirse con «gravedad» entendida como importancia, aunque los dos términos tienen una etimología común: ambos derivan, de hecho, de la palabra latina que indica peso, pesadez. Adquiere el significado de un sentido ético, de seriedad, severidad y dignidad y connota una cierta substancia o profundidad de personalidad. En la Antigua Grecia, el término areté podría tener una acepción parecida.